# Азания (Аркадия)
Азания (др.-греч. Ἀζᾱνία) — историческая область на севере полуострова Пелопоннес, географически входящая в состав Аркадии.

## Топоним
Название Азании происходит от имени сына мифического царя Аркада — Азана.

## История
У царя Аркадии Аркада было три сына — Азан, Афидант и Элат. Афиданту досталась Тегея и земля вокруг неё. Элату досталась гора Киллена, но потом он переселился в Фокиду и основал Элатею. Азан правил Аркадией после Аркада. Когда Азан умер, в честь него были установлены первые игры. После Азана Аркадией правил его сын — Клитор. Именно он основал город под своим именем — Клитор. Позже этот город стал столицей Азании. У Клитора не было детей, и власть над Аркадией досталась Эпиту, сыну Элата.

## География
Азания — гористая область, не имеющая выхода к морю. Азанию окружают хребет Эриманф и гора Фолоя с запада и северо-запада, гора Хелмос с севера, горы Крафис, Киллена, Скиатис и Ориксис с востока и юго-востока. Река Ладон отделяет Азанию с юга от остальной Аркадии.
Из Азании вытекают такие реки, как Эриманф, Эрасин (н. Вурайкос) и Крафис. Внутри Азании протекает река Ароаний. В Азании близ Фенея находилось озеро Феней (Фония) ныне пересохшее.
Эту страну в древности заселяли азаны. Страбон называет их древнейшими их всех греков.
В Азании находились такие города, как Аргеафы, Кинефа, Клитор (столица Азании), Ликунты, Ликурия, Лусы, Нонакрида, Пей (Паос), Псофида, Сейры, Скотана, Фелпуса, Феней.